# Lepa Brena
Lepa Brena (* 20. října 1960 Tuzla, Jugoslávie), vlastním jménem Fahreta Jahić Živojinović rozená Jahić (srbskou cyrilicí Лепа Брена, Фахрета Јахић Живојиновић), je bosenská zpěvačka pocházející z muslimské bosňácké rodiny v dnešní Bosně a Herzegovině. Od roku 1980 žije v Bělehradě.
Byla zřejmě nejpopulárnější zpěvačkou bývalé Jugoslávie, zejména v 80. letech 20. století, kdy vystupovala se skupinou Slatki Greh. Celkem prodala přes 40 milionů desek. Kromě Jugoslávie byla velmi populární též v Rumunsku a Bulharsku. Žánrově spadá její tvorba do pop-folku či tzv. turbofolku, především vlivy tradičního bosenského žánru sevdalinka jsou patrné. Hrála i v několika filmech, zejména trilogie hudebních komedií Hajde da se volimo se stala populární. Lepa Brena byla tak populární, že po ní v 80. letech pojmenovávali v Jugoslávii obytné domy.

## Národnostní otázka
Odmítá se definovat jako Bosenka či Srbka, striktně se označuje za Jugoslávce, ba "jugonostalgičku". Toto své přesvědčení formulovala již na konci 80. let ve slavné písni Jugoslovenka, která v éře rostoucího nacionalismu a národnostních sporů vyvolala i řadu konfliktů. Bosenský bulvár na ni na začátku 90. let 20. století uspořádal hon a publikoval řadu nepravdivých zpráv, jako například že konvertovala z islámu na pravoslaví, či že si oblékla "četnickou" uniformu apod. Tato kampaň má následky dodnes, například v roce 2009 narušila její koncerty v Sarajevu a Záhřebu skupina bosňáckých a chorvatských nacionalistů.
Brena přitom prokázala, že údajné fotografie v četnické uniformě, přesněji v uniformě armády Republiky srbské, pocházely z natáčení třetího pokračování filmu Hajde da se volimo, kde si oblékla uniformu strážců národního parku v Keni. A přestože dlouho nechtěla o náboženské otázce mluvit, v roce 2014 vysvětlila, že zůstala sunnitskou muslimkou. Vysvětlila též, že umělecké jméno si nezvolila proto, aby se zbavila toho muslimského. Pseudonym Lepa Brena prý vznikl spojením přezdívky Brena, kterou jí v mládí dal basketbalový trenér a slova Lepa (krásná), kterou přidal rozhlasový moderátor Milovan "Minimaks" Ilić.

## Dílo

### Diskografie
- Čačak, Čačak (1982)
- Mile voli disko (1982)
- Bato, Bato (1984)
- Pile moje (1984)
- Voli me, voli (1986)
- Uske pantalone (1986)
- Hajde da se volimo (1987)
- Četiri godine (1989)
- Boli me uvo za sve (1990)
- Zaljubiška (1991)
- Ja nemam drugi dom (1994)
- Kazna Božija (1994)
- Luda za tobom (1996)
- Pomračenje sunca (2000)
- Uđi slobodno... (2008)
- Začarani krug (2011)
- Izvorne i novokomponovane narodne pesme (2013)
- Zar je važno dal' se peva ili pjeva (2018)

### Filmografie
- Tesna koža (1982)
- Nema problema (1984)
- Kamiondžije opet voze (1984)
- Hajde da se volimo (1987)
- Hajde da se volimo 2 (1989)
- Hajde da se volimo 3 (1990)